# Mistrovství Severní Ameriky a Oceánie v rychlobruslení
Mistrovství Severní Ameriky a Oceánie v rychlobruslení je rychlobruslařská soutěž ve víceboji každoročně pořádaná Mezinárodní bruslařskou unií pro nejvšestrannější rychlobruslaře Severní Ameriky a Oceánie. Zároveň je kvalifikační akcí pro mistrovství světa ve víceboji. První severoamerický a oceánský šampionát se konal v roce 1999.

## Medailové pořadí zemí
| Pořadí | Země        | Zlato | Stříbro | Bronz | Celkem |
| ------ | ----------- | ----- | ------- | ----- | ------ |
| 1.     | Kanada      | 17    | 16      | 18    | 51     |
| 2.     | USA         | 13    | 13      | 12    | 38     |
| 3.     | Nový Zéland | 0     | 1       | 0     | 1      |